# パウル・クレー
パウル・クレー（Paul Klee, 1879年12月18日 - 1940年6月29日）は、20世紀のスイス生まれのドイツ人画家、美術理論家。
ワシリー・カンディンスキーらとともに「青騎士 (ブラウエ・ライター)」を結成し、バウハウスでも教鞭をとった。その作風は表現主義、超現実主義などのいずれにも属さない、独特のものである。

## 略歴
1879年、スイスの首都・ベルン近郊のミュンヘンブーフゼーに生まれた。父は音楽教師、母も音楽学校で声楽を学ぶという音楽一家であった。クレー自身も早くからヴァイオリンに親しみ、11歳でベルンのオーケストラに籍を置くなど、その腕はプロ級であり、1906年に結婚した妻もピアニストであった。クレーの音楽に対する深い理解はバッハやモーツァルトらの古典音楽からストラヴィンスキーやヒンデミットら現代音楽にまで幅広く及び、クレーの作品の画題にはポリフォニーやフーガといった音楽用語が用いられているものもある。
その一方で絵画への関心も既に幼少の頃から芽生えていた。また文学にも興味を持ち、創作に手を染めたこともあったが、迷った末にクレーは音楽や文学ではなく絵の道を選ぶことになる。ただ絵に専念することを決めた後も音楽や文学への関心は薄れることがなく、一日にヴァイオリンを何時間も演奏したり、また詩を作って日記に記したりもしている。18歳の頃から書き始めた日記は日々の出来事や創作した詩を書くだけのものに留まらず、クレーの絵画及び芸術に対する考えや方向性を鍛え上げていく場となった。
1898年、当時はパリと並ぶ芸術の都だったミュンヘンに出て、2年後に美術学校に入学し、象徴主義の大家フランツ・フォン・シュトゥックの指導を受ける。なお、シュトゥックはカンディンスキーの恩師でもあった。ただ学校の画一的な教育はクレーにあわず、1年後の1901年には退学している。同年から翌年にかけてイタリアを旅行してルネサンスやバロックの絵画や建築を見て回り、特に建築の純粋さから多くを学んだ。
1906年、リリー・シュトゥンプフと結婚してミュンヘンで新婚家庭を営み、翌年には息子フェリックスが誕生した。まだ無名の画家だったクレーには収入源が無く、リリーがピアノ教師として働くことで家計を支え、代わりにクレーは育児をはじめとする様々な家事に携わった。フェリックスを育てる上でのクレーの手による詳細な育児日記が残されている。フェリックスは成人後は「パウル・クレー財団」を設立し、父クレーの著作を編み、スイスでの作品の保存展示に尽力した。
クレーは初期には風刺的な銅版画やガラス絵などを試み、またアカデミックな手法の油絵を残している。1906年以降、ミュンヘン分離派展に銅版画を出品し、1910年にはベルン等で個展を開く。この頃はセザンヌやゴッホらの作品に感銘を受けつつ独自の道を模索していた。またカンディンスキー、マルクらと知り合って特にマルクとは親友となり、彼らが立ち上げた「青騎士」展には第2回展から参加した。1912年にはパリでロベール・ドローネと出会い（またこの時にピカソやマティスらの作品に接している）、その後彼のエッセイ『光について』をドイツ語に訳している。この前後に光と色彩のフォルムや線描についての探求が始まり、特に線描については風景画において輪郭のみによる描写の単純化が進み、次第にその輪郭の線そのものが重視され、その自由な動きが追求されることになった。その成果はヴォルテールの小説『カンディード』の挿絵として描かれた一連の絵に結実するとともに、その後のクレーの絵の抽象化や独自の画風の確立にあたっての原点の一つとなる。
クレーの画業において転機となったのは1914年春から夏にかけてのチュニジア（北アフリカ）旅行であった。この旅行に感銘を受けたクレーは鮮やかな色彩に目覚め、作風は一変した。「色彩は、私を永遠に捉えたのだ」という言葉が、チュニジアでの体験を端的に表す一節として日記に残されている。クレーの画集等で紹介されている色彩豊かな作品は、ほとんどがこの旅行以後のものである。またこの頃からクレーは抽象絵画にも踏み込み、その後の表現の幅は飛躍的に拡大した。1915年にはリルケと知り合い、互いの作品に関心を抱きあっている。
第一次世界大戦が勃発すると多くの芸術家も兵士として動員され、クレーの知人であるマルクやマッケらは戦死した。特に親友マルクの死はクレーに大きな衝撃を与えた。1916年から1918年にかけクレー自身も従軍し、クレーが新進の画家として次第に認められるようになるのもこの頃からである。この時期のクレーは絵に文字を取り込む実験なども行いながら、具象とも抽象ともつかない、あるいはその両面を備えた絵を手がけていた。その後のクレーの作品の多くに見られる、多分に抽象的でありつつ「かたち」（それは明らかに何らかの事物を表していることもあれば、より純化され特定の事物とは対応していないこともある）が常に意識されて描かれているという傾向は、既にこの頃に懐胎されている。
1919年にはミュンヘンの画商ゴルツと契約を結び、翌1920年にはゴルツの画廊で大回顧展が開かれた。またエッセイ『創造的信条告白』を発表し、現代美術の最前線に位置する画家の一人として知られるようになる。同年にヴァルター・グロピウスの招聘を受け、翌1921年から1931年までバウハウスで教鞭をとった。
この時期はニューヨークやパリで個展が開かれ、第1回シュルレアリスム展に参加した。また「シュルレアリスム革命」に寄稿するなどクレーの名は国際的に知られるようになる。またロシアから戻り同じくバウハウスの教授となったカンディンスキーとは、一時期アトリエを共有しており、オットー・ネーベルやクルト・シュヴィッタースらとも親交を深めた。クレーは造形や色彩について講義を行い、のちにはカンディンスキーと共に自由絵画教室を担当するかたわら、絵画理論の研究に取り組み、多くの理論的著作を残した。造形について、色彩についての様々な研究は講義のための準備とクレー自身の表現の探求の両方を兼ねており、そのような研究を経るなかでクレーの芸術観と絵についての考えはいっそう深化していくことになる。その一方で各地への旅行も行い、特に1928年から翌年にかけてクレー協会（1925年に組織された、クレーの作品を優先的に購入することが出来る少人数の会）の支援を得て実現したエジプト旅行は、その後のクレーの作品に多大な影響を及ぼしている。
バウハウス退職後は1931年から1933年までデュッセルドルフの美術学校の教授をしていたが、1933年のナチス政権の成立とともにはじまった前衛芸術の弾圧はクレーにも及び、批判も激化する。美術学校からの休職の通達やアトリエの家宅捜索を受けたクレーは身の危険を感じた妻リリーの促しもあり、生まれ故郷のスイス・ベルンに亡命した。しかしドイツ国内の銀行口座が凍結され、経済的な困窮に陥る。更に亡命の2年後に原因不明の難病である皮膚硬化症が発症し、晩年の5年間は療養と闘病のなかで制作を行うことになった。ナチスによる弾圧は「退廃芸術展」へのクレー作品の展示、ドイツ国内の公的コレクションの押収にまで及んだ。
亡命直後は創作もはかどらず、作品数も激減するが、1937年には復調し、旺盛な創作意欲を見せた。また同年にはピカソとブラックがそれぞれクレーを訪問している。1939年には創作の爆発に達し、デッサンなども含めた1年間の制作総数は1253点に及んだ。この頃の作風は手がうまく動かないこともあって、単純化された線（色のある作品では太い場合が多い）による独特の造形が主なものとなる。一時期は背もたれのある椅子に座り、白い画用紙に黒い線を引くことにより天使などの形を描いては床に画用紙を落とす事を繰り返していた（その天使の絵に心を打たれた詩人谷川俊太郎は『クレーの天使』という詩集を出している）。
1940年、画架に『無題（静物）』を残してロカルノ近郊のサンタニェーゼ療養所に移り、その地で死去した。ベルンのショースハルデン墓地にあるクレーの墓石には「この世では、ついに私は理解されない。なぜならいまだ生を享けていないものたちのもとに、死者のもとに、私はいるのだから」というクレーの言葉が刻まれている。

## 人物
「芸術は見えないものを見えるようにする」と主張していたクレーの作品は通常のキャンヴァスに油彩で描いたものはむしろ少なく、新聞紙、厚紙、布、ガーゼなどさまざまな支持体に油彩、水彩、テンペラ、糊絵具などさまざまな画材を用いて描いている。サイズの小さい作品が多いことも特色で、タテ・ヨコともに1メートルを超える『パルナッソス山へ』のような作品は例外的である。
『北斎漫画』の四編二十五丁裏二十六丁表「浮腹巻」を『宙返りする女性の裸体』という題で模写している。

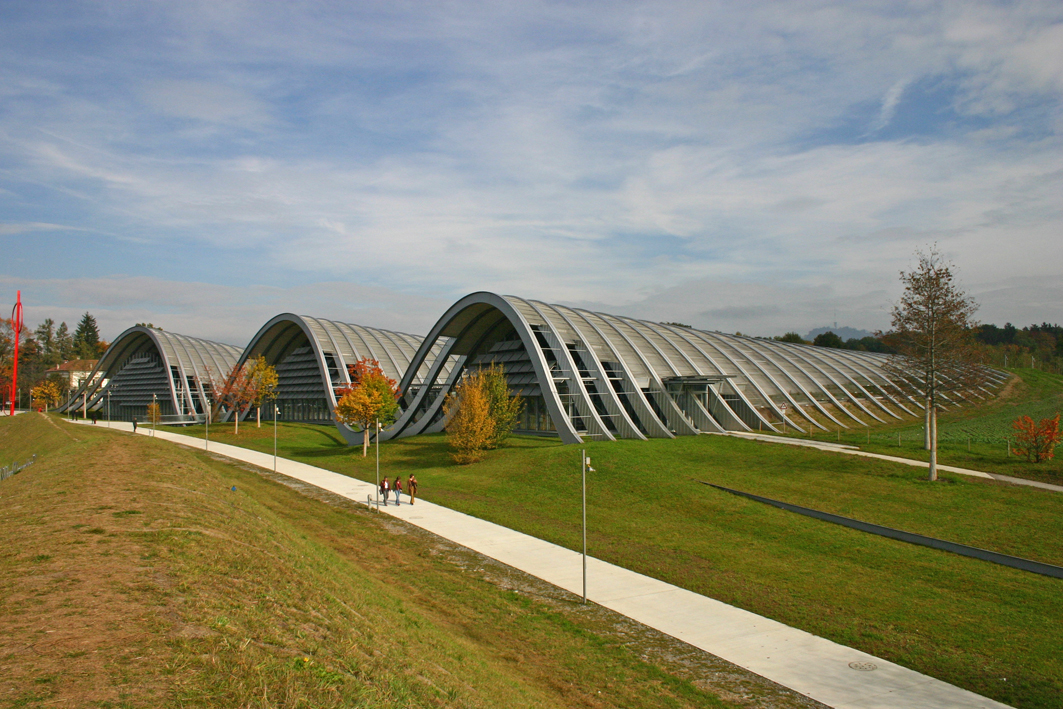
パウル・クレー・センター（ベルン）

2005年6月には故郷ベルンに約4000点の作品を収蔵し、生涯にわたる偉業を集大成した「ツェントルム・パウル・クレー」（パウル・クレー・センター）がオープンした。
ヴァルター・ベンヤミンの『歴史哲学テーゼ』で語られる高名な「歴史の天使」論はクレーの『新しい天使』に触発されたものである。ベンヤミンはドイツからの亡命途中ピレネー山中で自殺するまで、この絵を携行した。
イギリスの作家・美術批評家のハーバート・リードや、フランスの音楽家ピエール・ブーレーズも作家論を著した。
日本では宮城県美術館に35点のコレクションが所蔵されている。

## 主な作品
詳しくはパウル・クレーの作品一覧
- R荘（1919年）（バーゼル美術館）
- 新しい天使 (1920年)
- 女の館（1921年）（愛知県美術館）
- 階段の上の子供（1923年）
- あやつり人形劇場（1923年）
- 幻想喜歌劇「船乗り」から格闘の場面（1923年）
- 黄色い鳥のいる風景（1923年）
- 蛾の踊り（1923年）（愛知県美術館）
- 選ばれた場所（1927年）
- 故郷（1929年）（高知県立美術館）
- プルンのモザイク（1931年）（新潟市美術館）
- パルナッソス山へ（1932年）（ベルン美術館）
- 島（1932年）（アーティゾン美術館）[6]
- 忘れっぽい天使（1939年）
- 死と炎（1940年）（ベルン美術館）

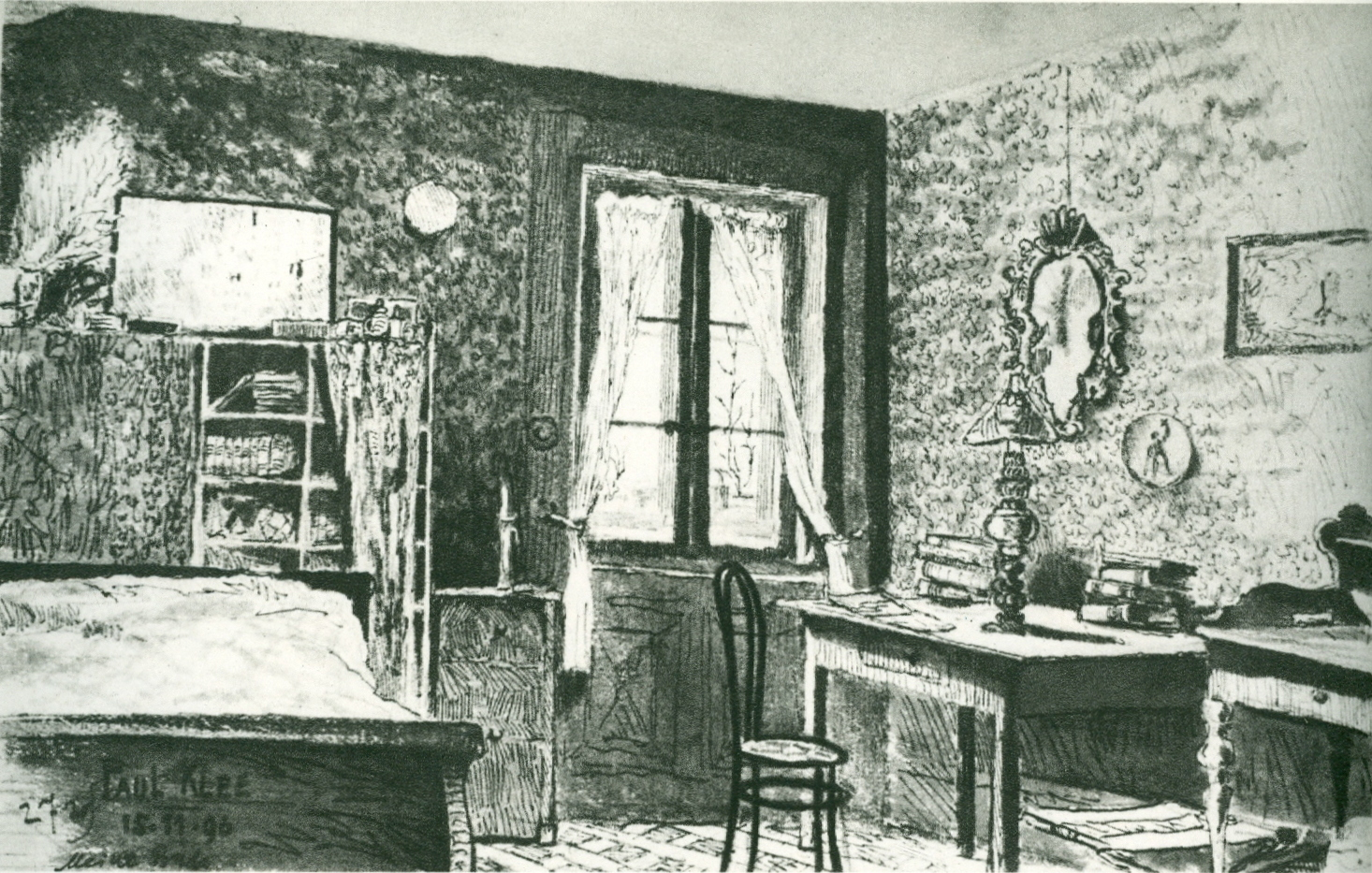
『私の部屋』（独: Meine Bude, 1896） 墨絵。クレー基金蔵
『花の神話』(1918) 板に貼った布と新聞紙にパステルで下塗りした水彩画。ドイツのシュプレンゲル美術館蔵
『奇跡的な着地、あるいは「112!」』(1920) 紙に水彩、インク、単刷り版画。ニューヨーク、メトロポリタン美術館蔵
『ホフマンへの話』(1921) 紙に水彩、インク、鉛筆。ニューヨーク、メトロポリタン美術館蔵

## 主な日本語文献
- フェリックス・クレー編著『パウル・クレー 遺稿・未発表書簡・写真の資料による画家の生涯と作品』
（矢内原伊作、土肥美夫 訳、みすず書房）。初刊1962年、新装版2008年ほか
- ウォルフガング・ケルステン校訂・編集 『クレーの日記』（高橋文子訳、みすず書房、2009年、新装版2018年）
  - 旧訳『クレーの日記』（フェリックス・クレー編、南原実訳、新潮社、初刊1961年）重版多数
- 『造形思考』 土方定一、菊盛英夫、坂崎乙郎 訳。バウハウス時代のスケッチ、草稿
新潮社（2巻組）、1973年／ちくま学芸文庫（上下）、2016年、解説岡田温司
- ユルグ・シュピラー編 『無限の造形』（南原実訳、新潮社（2巻組）、1981年）
- 『クレーの手紙 1893－1940』（南原実訳、新潮社、1989年）
- 『教育スケッチブック　バウハウス叢書2』（利光功訳、中央公論美術出版、1991年、新装版2019年）
- 『パウル・クレー手稿　造形理論ノート』（西田秀穂、松崎俊之訳、美術公論社、1988年）

以下の画集解説の他にも、大著・小著いずれも多数刊
- 『クレー　世界美術全集31』（フェリックス・クレー解説、黒江信子訳、黒江光彦解説、小学館、1979年）
- 『クレー　世界の巨匠』（ヴィル・グローマン解説、井村陽一訳、美術出版社、新版1992年）
- 『クレー　岩波世界の巨匠』（コンスタンス・ノベール＝ライザー解説、本江邦夫訳、岩波書店、1992年）
- 『パウル・クレー　現代美術の巨匠』（エンリック・ジャルディ解説、佐和瑛子訳、美術出版社、1992年）
- 『パウル・クレー　絵画と音楽』（ハーヨ・デュヒティング解説、後藤文子訳、岩波書店〈岩波アート・ライブラリー〉、2009年）
- 『パウル・クレー』（ダグラス・ホール解説、前田富士男訳、西村書店〈アート・ライブラリー〉、2002年、新版2012年）
- ローベルト・ヴァルザー『日々はひとつの響き：ヴァルザー＝クレー詩画集』（柿沼万里江編、若林恵、松鵜功記訳、平凡社、2018年）
- 『パウル・クレー作品集　詩と絵画の庭』（黒田和士解説、東京美術、2025年）
- フランツ・マルク『クレーとマルク　動物たちの場所』（新藤真知・高橋文子共編、みすず書房、2025年）

### 日本人の研究・著作
- 西田秀穂 『パウル・クレーの芸術 その画材と技法と』（東北大学出版会、2001年）。作品論も訳
- 前田富士男 『パウル・クレー 造形の宇宙』（慶應義塾大学出版会、2012年）
- 宮下誠 『パウル・クレーとシュルレアリスム』（水声社、2008年）
- 宮下誠 『越境する天使パウル・クレー』（春秋社、2009年）
- 西澤知恵子 『日本文学の中のパウル・クレー　文学者の眼を透過したクレー芸術』（文芸社、2023年）

以下は小著
- 『クレーの贈りもの』（編集部編、平凡社〈コロナ・ブックス〉、2001年）
- 『クレーの詩』（高橋文子訳、平凡社〈コロナ・ブックス〉、2004年）
- 『パウル・クレー 絵画のたくらみ』（新潮社〈とんぼの本〉、2007年）前田富士男、宮下誠、いしいしんじが寄稿
- 新藤信 『パウル・クレーの旅』（平凡社〈コロナ・ブックス〉、2007年）
- 新藤信 『パウル・クレー 地中海の旅』（平凡社〈コロナ・ブックス〉、2014年）

下記は同一人物（男性）で日本パウル・クレー協会代表（講談社で『クレー　線と色彩』、2006年）
- 新藤真知 『もっと知りたい　パウル・クレー 生涯と作品』（東京美術〈アート・ビギナーズ・コレクション〉、2011年）

## 書目
- Berggruen, Olivier (2011). “Paul Klee – In Search of Natural Signs”. The Writing of Art. London: Pushkin Press. ISBN 978-1906548629
- Franciscono, Marcel (1991). Paul Klee: His Work and Thought. University of Chicago Press, 406 pages, ISBN 0-226-25990-0.
- Hausenstein, Wilhelm (1921). Kairuan oder eine Geschichte vom Maler Klee und von der Kunst dieses Zeitalters ('Kairuan or a History of the Artist Klee and the Art of this Age')
- Kort, Pamela (2004). Comic Grotesque: Wit and Mockery in German Art, 1870–1940. Prestel. p. 208. ISBN 978-3-7913-3195-9.  オリジナルの4 March 2008時点におけるアーカイブ。
- Paul Klee: Catalogue Raisonné. 9 vols. Edited by the Paul Klee Foundation, Museum of Fine Arts, Berne. New York: Thames & Hudson, 1998–2004.
- Rump, Gerhard Charles (1981), "Paul Klees Poetik der Linie. Bemerkungen zum graphischen Vokabular". In: Gerhard Charles Rump: Kunstpsychologie, Kunst und Psychoanalyse, Kunstwissenschaft. Olms, Hildesheim and New York. pp. 169–185. ISBN 3-487-07126-6.
- Sorg, Reto, and Osamu Okuda (2005). Die satirische Muse – Hans Bloesch, Paul Klee und das Editionsprojekt Der Musterbürger. ZIP Zürich (Klee-Studien; 2), ISBN 3-909252-07-9
- Paul Klee: 1933, published by Städtische Galerie im Lenbachhaus, Munich, Helmut Friedel. Contains essays in German by Pamela Kort, Osamu Okuda, and　Otto Karl Werckmeister.
- Werckmeister, Otto Karl (1989) [1984]. The Making of Paul Klee's Career, 1914–1920. University of Chicago Press, 343 pages, 125 halftones. [要ISBN]